# Hans-Wilhelm Steinfeld

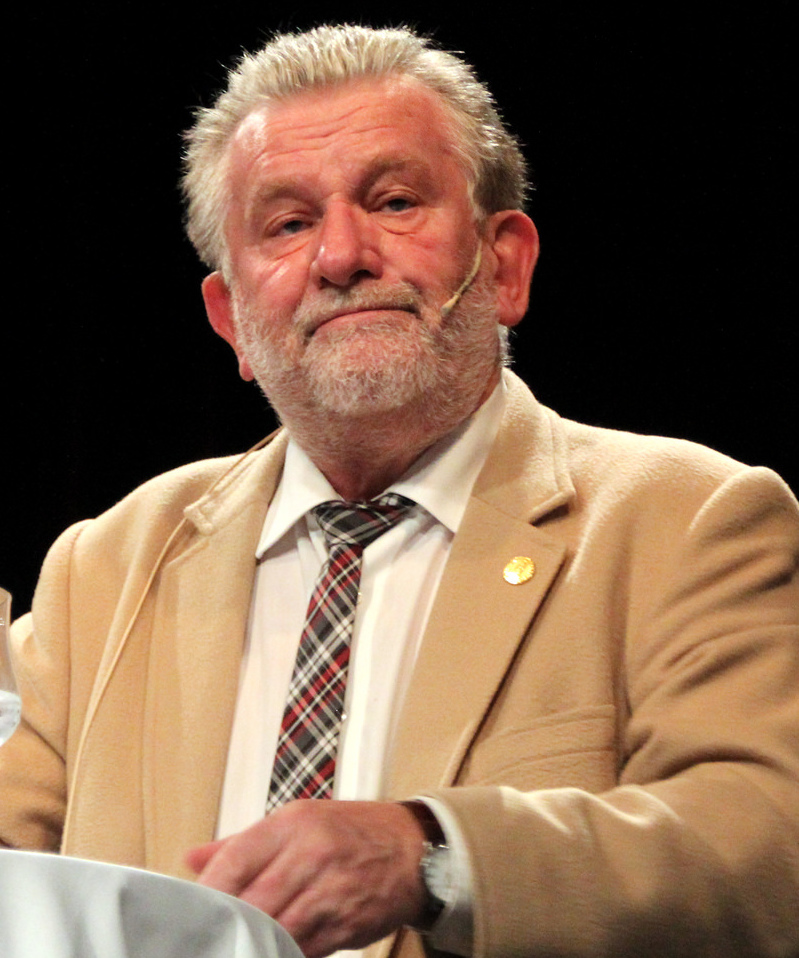
Hans-Wilhelm Steinfeld (2014)

Hans-Wilhelm Steinfeld (* 29. März 1951 in Bergen) ist ein norwegischer Journalist und Historiker. 1990 erhielt er den Literaturpreis Cappelenprisen.

## Leben
Er arbeitete seit 1976 beim Norwegischen Reichsrundfunk (NRK) und brachte es dort 1996 bis 1998 zum Vize-Chefredakteur sowie 1998 bis 2000 zum Chef der Dagsrevyen (norwegische 'Tagesschau'). Als Journalist wurde er 1990 mit dem Narvesenprisen und 1991 mit der Peer-Gynt-Statuette ausgezeichnet.
Durch seine Vorlieben war er auf das Thema Russland spezialisiert. Unter anderem war er viermal für jeweils mehrere Jahre Auslandskorrespondent in Moskau. Er ist besonders bekannt für seine journalistische Tätigkeit in der Sowjetunion und Russland und wegen seiner Interviews mit Gorbatschow, Jelzin und Ryschkow während des sowjetischen Zusammenbruchs.
Steinfeld ist vor allem in Polen umstritten. Im Januar 2005 veröffentlichte er in der Tageszeitung Aftenposten den Artikel „Judenhass, die dunkle Seite der polnischen Geschichte“. Dies als Reaktion auf einen Protest des polnischen Botschafters in Norwegen, der zuvor in der gleichen Zeitung veröffentlicht wurde und gegen Steinfelds zuvor in einem norwegischen Portal (NRK) gemachte Äußerungen über „polnische Nazis und Antisemiten in Lemberg“ gerichtet war.
In seinem Artikel, den er später, ausführlich erweitert und mit zahlreichen Quellenangaben ergänzt, in das Portal des NRK stellte, behauptet Steinfeld unter anderem, in Lemberg seien „polnische Nazis“ aktiv, und General Józef Piłsudski, faktisches polnisches Staatsoberhaupt von 1926 bis 1935, sei ein „faschistoider Diktator und Antisemit“ gewesen.
Sein Onkel Israel Steinfeld und dessen Familie wurden im Vernichtungslager Auschwitz ermordet.

## Werke
- Arven etter Bresjnev (1982)
- Istid i Moskva (1984)
- Tøvær i øst (1986)
- Nærbilder fra et politisk jordskjelv (1990)
- Tilbake til Europa (1991)
- Fremover mot fortiden (1993)
- Fedrenes arv (1996) – Roman
- Solsikker på Balkan(1999)
- Frihetens bitre tiår (2001)